# 趙廷恩
趙廷恩（韓語：조정은，1996年3月10日—），韓國女演員。

## 演出作品

### 電視劇
- 2003年：MBC《1%的可能性》
- 2003年：MBC《大長今》飾演 大長今（童年）
- 2003年：SBS《狎鷗亭宗家》
- 2007年：SBS《王與我》飾演 小柳兒（童年）
- 2008年：中國《烽火孤兒》
- 2010年：中國《男才女貌2》
- 2010年：KBS《麵包王金卓求》飾演 申幼京（童年）
- 2010年：tvN《朝鮮X檔案：奇察秘錄》
- 2010年：E Channel《秘密妓房盎心亭》
- 2011年：OCN《吸血鬼檢察官》飾演 朴賢珠（第5集）
- 2011年：JTBC《仁粹大妃》飾演 定順王后
- 2012年：KBS《Dream High 2》飾演 申海風
- 2012年：SBS《傻瓜媽媽》飾演 金宣英（少年）
- 2012年：Channel A《不朽的名作》飾演 姜山海（少年）
- 2012年：MBC《蠢才鬆糕》飾演 李世珍
- 2013年：MBC《Two Weeks》飾演 朴在京（少年）
- 2015年：MBC《華政》飾演 金介屎（少年）

### 電影
- 2005年：《新月和夜船》
- 2006年：《超班寶寶》（香港電影）
- 2012年：《完美廣播》
- 2018年：《宮合》

## 外部連結
- NAVER （页面存档备份，存于）